# Automolis umbretta
Automolis umbretta är en fjärilsart som beskrevs av Sergius G. Kiriakoff 1963. Automolis umbretta ingår i släktet Automolis och familjen björnspinnare. Inga underarter finns listade i Catalogue of Life.